# Serratomaria tarsalis
Serratomaria tarsalis là một loài bọ cánh cứng trong họ Cryptophagidae. Loài này được Nakane & Hisamatsu miêu tả khoa học năm 1963.